# 桑乾県 (河北省)
桑乾県（そうかん-けん）は中華人民共和国河北省にかつて存在した県。現在の張家口市蔚県北東部に位置する。
前漢により設置された。新代には安徳県と改称されたが、後漢が成立すると間もなく桑乾県と戻された。三国時代の魏により廃止された。